# Falkenberg/Elster
Falkenberg/Elster – miasto w Niemczech w kraju związkowym Brandenburgia, w powiecie Elbe-Elster, wchodzi w skład gminy związkowej (Verbandsgemeinde) Liebenwerda.

## Geografia
Falkenberg/Elster położone jest ok. 90 km na południe od Berlina.

## Nazwa
Urzędowa forma nazwy jest dwuczłonowa, przy czym drugi wyraz zapisywany jest po ukośniku; potocznie nazwę miasta skraca się do samego Falkenberg.

## Współpraca
- Warburg, Nadrenia Północna-Westfalia
- Otyń, Polska